# Trent Plaisted
Trent Michael Plaisted (San Antonio, Texas, 20 de octubre de 1986) es un jugador de baloncesto estadounidense que pertenece a la plantilla de Osaka Evessa de la liga Japonesa. Con 2,11 metros de estatura, juega en la posición de pívot.

## Trayectoria deportiva

### Universidad
Jugó durante tres temporadas con los Cougars de la Universidad Brigham Young, en las que promedió 13,3 puntos y 6,7 rebotes por partido. En su primera temporada fue elegido novato del año de la Mountain West Conference, siendo uno de los únicos tres freshman de todo el país en ser incluido en el mejor quinteto del distrito. En sus dos primeras temporadas fue incluido en el segundo mejor quinteto de la conferencia, haciéndolo en el primero en 2008.

### Profesional
Fue elegido en la cuadragésimo sexta posición del Draft de la NBA de 2008 por Seattle SuperSonics, pero sus derechos fueron traspasados ese mismo día junto con los de Walter Sharpe a Philadelphia 76ers a cambio de los de D.J. White. Los Sixers le firmaron un contrato no garantizado, siendo despedido antes del inicio de la competición.
Decide entonces aceptar la oferta del Angelico Biella de la liga italiana, pero tras dos jornadas, en las que promedió 5,0 puntos y 2,0 rebotes, una lesión le hace perderse el resto de la temporada.
En 2009 ficha por el KK Zadar, donde promedió 8,7 puntos y 6,2 rebotes por partido, y al año siguiente por el KK Cedevita, ambos de la liga croata.
En febrero de 2011 ficha por el Žalgiris Kaunas hasta final de temporada.
En agosto de 2015, el pívot es el elegido por la Unión de Formosa para reforzar la pintura y viene de un gran año con el Limoges francés. El jugador graduado en BYU promedió 4.2 puntos y 2.6 rebotes en la ProA francesa, ganando la Liga y siendo semifinalistas en la Copa francesa. 